# Cina ai Giochi della XXVII Olimpiade
La Cina partecipò ai Giochi della XXVII Olimpiade, svoltisi a Sydney, Australia, dal 15 settembre al 1º ottobre 2000, con una delegazione di 271 atleti impegnati in ventotto discipline.

## Medaglie
| Medaglia | Nome        | Sport    | Evento                 |
| -------- | ----------- | -------- | ---------------------- |
| Oro      | Wang Liping | Atletica | Marcia 20 km femminile |

## Risultati

### Calcio
- Donne

| Atleta | Classifica |                 |
| --- | --- | --------------- |
| V · D · M Nazionale cinese femminile · Calcio ai Giochi Olimpici Estivi 2000 1 Han W. · 2 Wang L. · 3 Fan Y. · 4 Bai J. · 5 Xie H. · 6 Zhao L. · 7 Shui Q. · 8 Jin Y. · 9 Sun W. · 10 Liu A. · 11 Pu W. · 12 Wen L. · 13 Liu Y. · 14 Pan L. · 15 Qiu H. · 16 Zhu J. · 17 Zhang O. · 18 Gao H. · 19 Fan C. · 22 Bai L. · CT : Ma Y. | 5° |                 |
| Nazionale cinese femminile · Calcio ai Giochi Olimpici Estivi 2000 | |                 |
| 1 Han W. · 2 Wang L. · 3 Fan Y. · 4 Bai J. · 5 Xie H. · 6 Zhao L. · 7 Shui Q. · 8 Jin Y. · 9 Sun W. · 10 Liu A. · 11 Pu W. · 12 Wen L. · 13 Liu Y. · 14 Pan L. · 15 Qiu H. · 16 Zhu J. · 17 Zhang O. · 18 Gao H. · 19 Fan C. · 22 Bai L. · CT: Ma Y.                                                                               | 1 Han W. · 2 Wang L. · 3 Fan Y. · 4 Bai J. · 5 Xie H. · 6 Zhao L. · 7 Shui Q. · 8 Jin Y. · 9 Sun W. · 10 Liu A. · 11 Pu W. · 12 Wen L. · 13 Liu Y. · 14 Pan L. · 15 Qiu H. · 16 Zhu J. · 17 Zhang O. · 18 Gao H. · 19 Fan C. · 22 Bai L. · CT: Ma Y. | Cina (bandiera) |

### Pallacanestro
- Uomini

| Atleta | Classifica |
| --- | ---------- |
| V · D · M Nazionale cinese - Pallacanestro ai Giochi della XXVII Olimpiade - Torneo maschile 4 Li Q. · 5 Li X. · 6 Guo · 7 Sun · 8 Hu · 9 Zhang · 10 Li N. · 11 Liu · 12 Zheng · 13 Yao · 14 Mengke · 15 Wang · All. Jiang Xingquan | 10°        |
| Nazionale cinese - Pallacanestro ai Giochi della XXVII Olimpiade - Torneo maschile |            |
| 4 Li Q. · 5 Li X. · 6 Guo · 7 Sun · 8 Hu · 9 Zhang · 10 Li N. · 11 Liu · 12 Zheng · 13 Yao · 14 Mengke · 15 Wang · All. Jiang Xingquan                                                                                              |            |